# تل رفعت
تل رفعت (به عربی: تل رفعت) شهری در شمال استان حلب، در شمال غربی سوریه است که در شهرستان اعزاز واقع شده‌است. در سرشماری سال ۲۰۰۴، تل رفعت ۲۰٬۵۱۴ نفر جمعیت داشت.

## جنگ داخلی سوریه

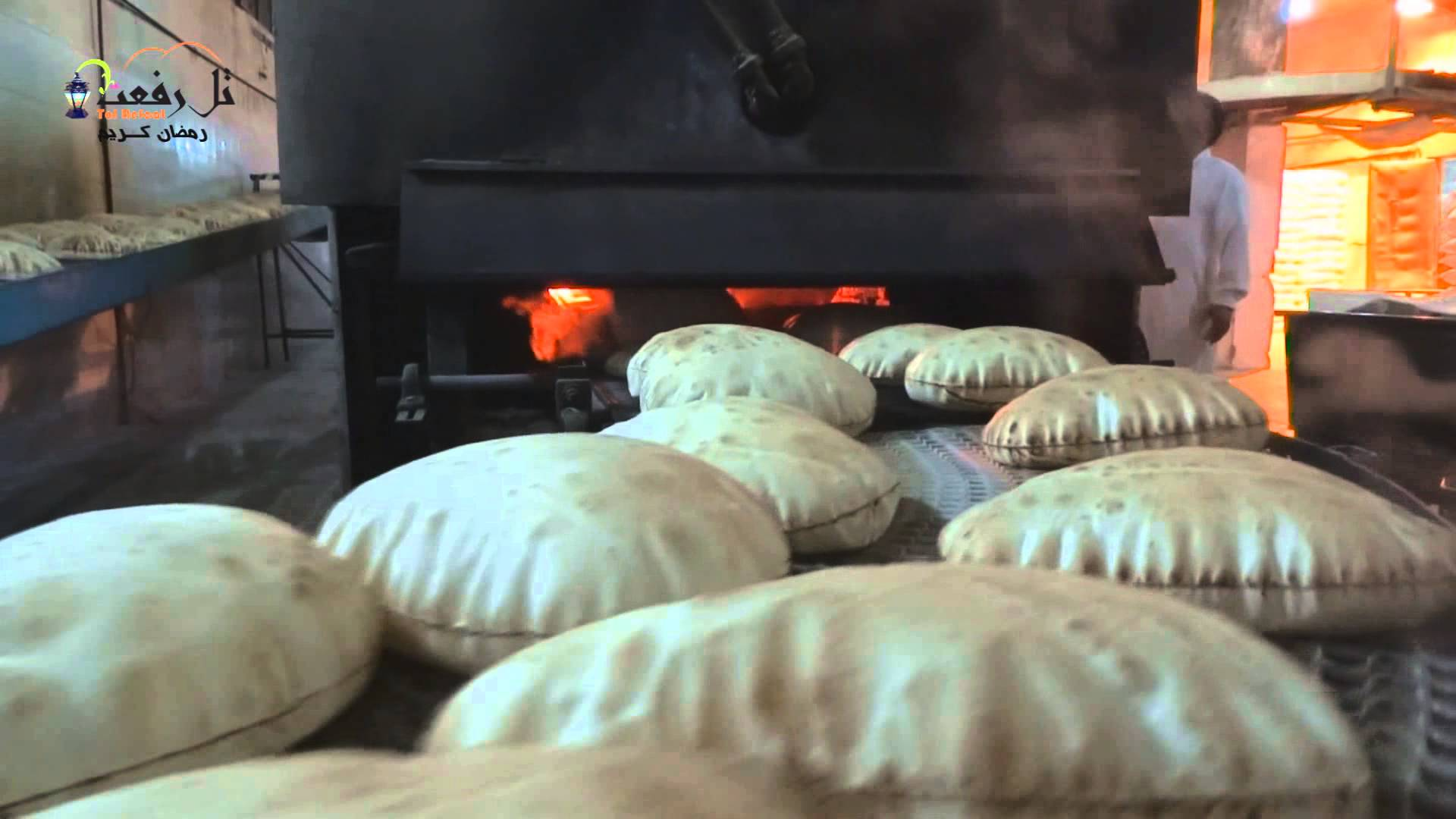
تل رفعت از سال ۲۰۱۲ تا ۲۰۱۶ تحت کنترل مخالفان دولت سوریه بود. در این مدت، این شهر توسط یک شورای مخالف دولت اسد اداره می‌شد که وظیفه آن شامل مدیریت اجاق‌ها (نشان داده شده در بالا پخت پیتا) بود.

با آغاز جنگ داخلی سوریه از مارس ۲۰۱۱، طی مدتی، تل رفعت توسط نیروهای امنیتی سوریه تحت محاصره قرار گرفت. در طول محاصره، ساکنان این شهر قادر به دریافت مواد غذایی از جمله نان از حلب نبودند.
در اوایل تابستان سال ۲۰۱۲، مقامات دولت سوریه به دنبال درگیری نیروهای دولتی با ارتش آزاد سوریه، از تل رفعت خارج شدند. در نتیجه، مقامات دولتی در این شهر با شورایی متشکل از علمای محلی اسلامی، قضات و افسران سابق ارتش سوریه جایگزین شدند که بر اساس شریعت حکم کنند. از زمان تصرف این شهر توسط ارتش آزاد، شورشیان مخالف دولت موفق به انتقال آرد برای پخت نان از ترکیه به تل رفعت بودند.
در ۸ اوت ۲۰۱۲، تل رفعت توسط نیروی هوایی سوریه بمباران شد و در جریان آن یک خانواده ۶ نفره کشته شدند. فعالان مخالف مستقر در حلب ادعا کردند که نیروهای ارتش سوریه با بمباران تل رفعت، در تلاش بودند مسیر حمل و نقل هوایی بین تل رفعت و حلب را قطع کنند.
تا نوامبر ۲۰۱۳، این شهر تحت کنترل دولت اسلامی عراق و شام (داعش) قرار گرفت. در ژانویه سال ۲۰۱۴، نیروهای داعش از منطقه شمال حلب عقب‌نشینی کردند و گروه‌های شورشی، که عمدتاً اعضای جبهه اسلامی بودند، شبه نظامیان داعش را در این شهر شکست دادند. تیپ فتح (که یکی از اعضای جبهه اسلامی بود) کنترل شهر را در دست گرفت.
تا ژانویه سال ۲۰۱۵، تل رفعت تحت کنترل تیپ فتح بود.
در ۱۵ فوریه ۲۰۱۶، نیروهای دموکراتیک سوریه به رهبری جیش الثوار شهر تل رفعت را به تصرف خود درآوردند. قبل از حمله SDF برای تصرف شهر، حملات هوایی روسیه، اکثر مردم را مجبور به فرار از شهر کرد. از زمان تصرف تل رفعت توسط نیروهای دموکراتیک سوریه، این شهر به مقر جیش الثوار تبدیل شد. پس از آن که نیروهای مسلح ترکیه و گروه‌های متحد آن در جریان عملیات شاخه زیتون، عفرین را به تصرف خود درآوردند، آوارگان ساکن تل رفعت در اعزاز تجمع کردند و خواستار خروج نیروهای دموکراتیک سوریه از شهر شدند. در اواخر مارس ۲۰۱۸، گارد جمهوریخواه سوریه و نیروهای مسلح روسیه وارد تل رفعت شدند.
تل رفعت در جریان حملات به شمال غربی سوریه در ۱ دسامبر ۲۰۲۴ تحت کنترل نیروهای مخالفان دولت سوریه قرار گرفت.

## خصوصیات
تل رفعت ۲۰٬۵۱۴ نفر جمعیت دارد.